# 데라오카 마사히로
데라오카 마사히로(일본어: 寺岡 真弘, 1991년 11월 13일 ~ )는 일본의 전 축구 선수이다.

## 구단 경력
그는 2014년부터 2020년까지 J리그의 기라반츠 기타큐슈, AC 나가노 파르세이루에서 활동하였다.